# Atchison, Topeka and Santa Fe Railway
Atchison, Topeka and Santa Fe Railway (reporting mark ATSF) is een van de bekendste treinmaatschappijen uit de Verenigde Staten. Ze is ook bekend onder de naam Santa Fe.

## Geschiedenis
In 1859 richtte Cyrus Kurtz Holliday de Atchison and Topeka Railroad Company op met het doel een spoorlijn te bouwen van Topeka (Kansas) naar Santa Fe (New Mexico) en daarna door naar de Golf van Mexico. In 1863 veranderde de naam in Atchison, Topeka and Santa Fe Railroad omdat deze naam beter het doel van de maatschappij weergaf.
In 1868 begon men met de bouw van de spoorlijn vanuit Topeka, in 1872 was men al tot de grens tussen Kansas en Colorado gevorderd. Ze gingen verder richting Pueblo (Colorado) en in 1879 bereikten ze de stad Leadville, dit was ten tijde van de Silver Rush. In 1880 bereikt de AT&SF uiteindelijk Albuquerque (New Mexico). De hoofdlijn van de AT&SF loopt overigens niet door Santa Fe maar door Lamy, een plaats gelegen ten zuiden van de stad Santa Fe: het was namelijk eenvoudiger de lijn door Lamy aan te leggen dan via het door heuvels omringde Santa Fe. Vanuit Lamy is later alsnog een spoorlijn aangelegd naar Santa Fe.
In 1895 veranderde men de naam in Atchison, Topeka and Santa Fe Railway (AT&SF).

## Groei door overnames
De AT&SF wilde altijd al een eigen lijn bezitten, die van Californië naar Chicago (Illinois) zou lopen. Dit wist men te bereiken door de overname van diverse spoorwegmaatschappijen.

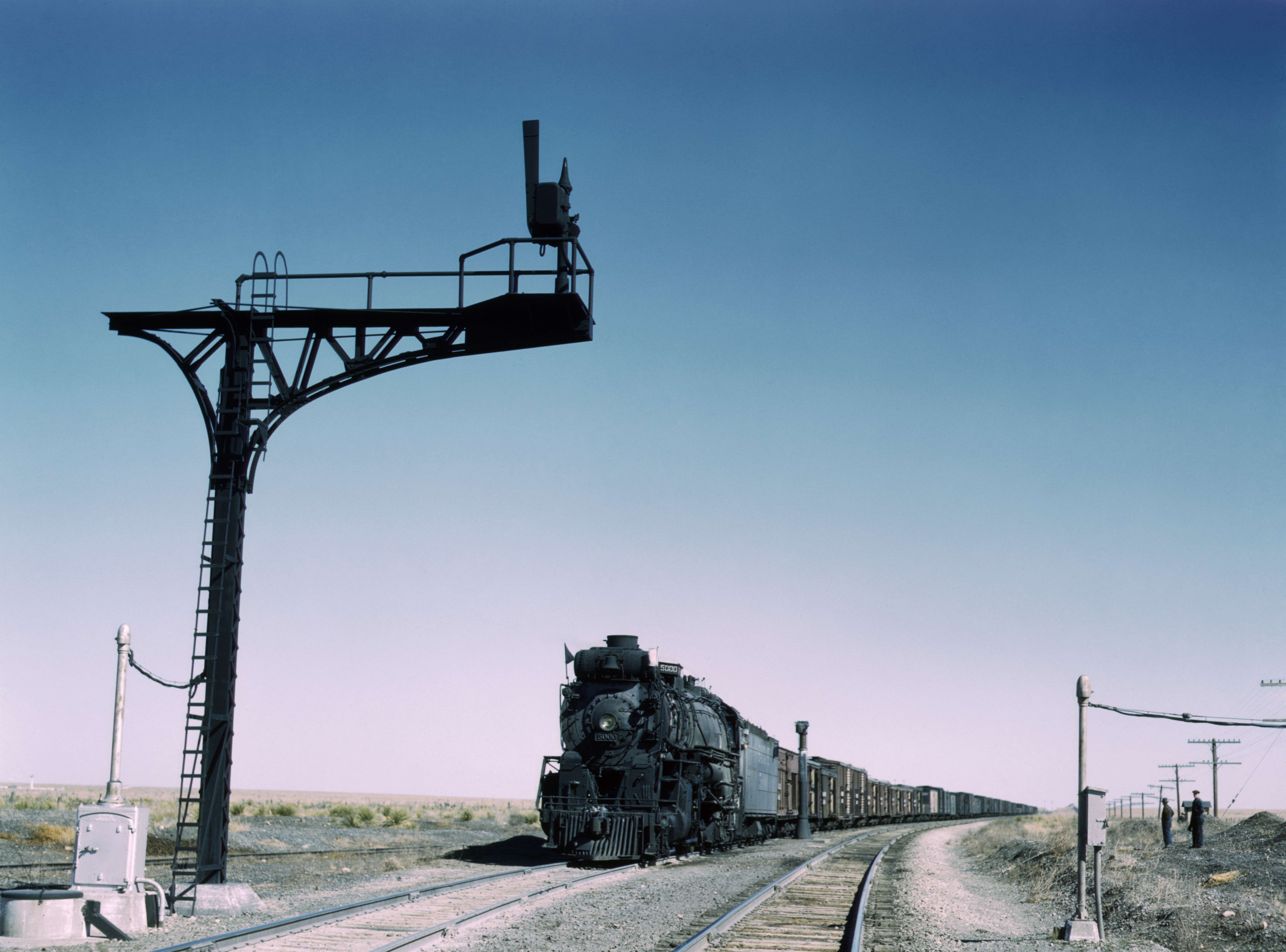
De AT&SF 2-10-4 stoomlocomotief #5000 "Madame Queen" wachtend op een zijspoor voor het kruisen van een trein naar het oosten. Ricardo, New Mexico, maart 1943

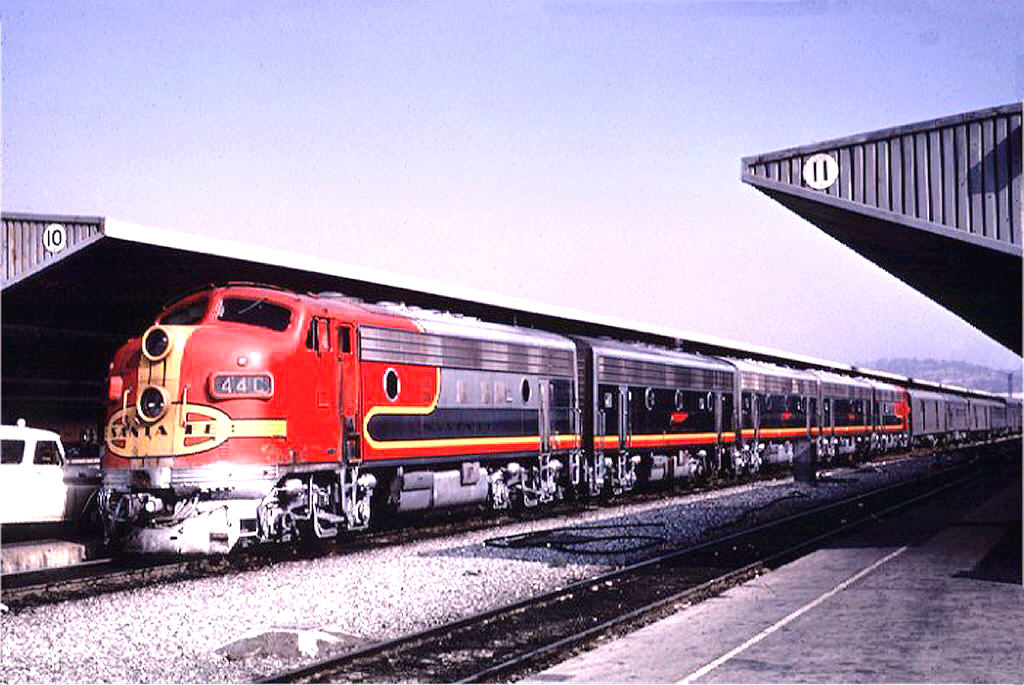
De AT&SF gecombineerde Super Chief / El Capitan rijdt Spoor 10 binnen op Los Angeles' Union Passenger Terminal (LAUPT) op 24 september 1966.

- Gulf, Colorado and Santa Fe Railway (1887-1965)
- California, Arizona and Santa Fe Railway (1911-1963)
- Santa Fe, Prescott and Phoenix Railway (1892-1911)
- Arizona and California Railway (1903-1905)
- Bradshaw Mountain Railroad (1902-1912
- Prescott and Eastern Railroad (1897-1911)
- Phoenix and Eastern Railroad (1895-1908)
- California Southern Railroad (1880-1906)
- Grand Canyon Railway (1901-1942)
- Santa Fe and Grand Canyon Railroad (1897-1901)
- Minkler Southern Railway Company (1913-1992?)
- New Mexico and Arizona Railroad (1882-1897
- New Mexico and Southern Pacific Railroad Company (1878-?)
- Santa Fe Pacific Railroad (1897-1902)
- Atlantic and Pacific Railroad (1880-1897)
- Sonora Railway
- Verde Valley Railway (1913-1942)
- Western Arizona Railway (1906-1931)
- Arizona and Utah Railway (1899-1933)

### Overzicht groei AT&SF tussen 1870 en 1945
Source: Santa Fe Railroad (1945), Along Your Way, Rand McNally, Chicago, Illinois.
In de jaren tachtig hebben de Atchison, Topeka and Santa Fe Railway en Southern Pacific Transportation Company (SP) geprobeerd om te fuseren. De Interstate Commerce Commission verwierp de samenwerking in 1987 omdat er door deze fusie een te grote monopoliepositie zou ontstaan in het werkgebied van de twee maatschappijen.

## BNSF
Op 21 september 1995 fuseerde de AT&SF met de Burlington Northern Railroad tot de Burlington Northern and Santa Fe Railway, tegenwoordig kortweg BNSF Railway. De BNSF Railway is een zogenaamde Class I railroad, net als de CSX Transportation, Kansas City Southern, Norfolk Southern Railway, Union Pacific Railroad en hoort daarmee tot de grootste goederenvervoerders per spoor in Noord-Amerika.

## Trivia

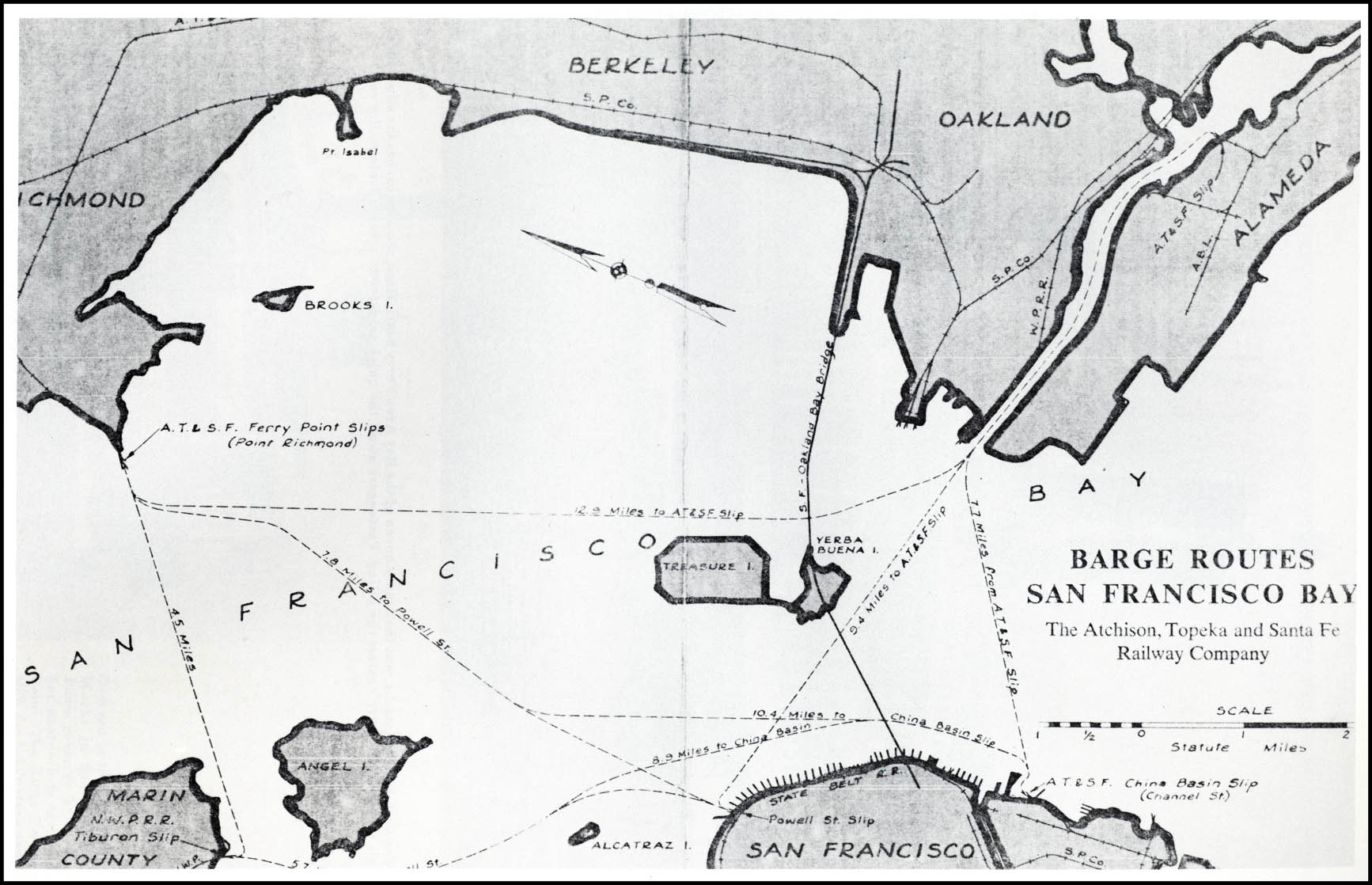
Kaart met daarop de veerbootroutes in de San Francisco Bay van de Santa Fe

- De Santa Fe had buiten hun treindienst ook nog drie veerboten in dienst, de San Pablo, de San Pedro, en de Ocean Wave. Ze werden ingezet tussen San Francisco Ferry Terminal en Santa Fe Terminal in Oakland, een afstand van 8 mijl. De veerdienst was tot 1933 in gebruik.
- Het door de spoorweg geïnspireerde lied On the Atchison, Topeka and Santa Fe van Johnny Mercer stond van 28 juli tot 8 september 1945 nummer 1 op de Billboard Best Sellers Chart